# Alyattes II
 Alyattes II  was koning van Lydië van 619 v.Chr. tot 561 v.Chr.
Hij was de zoon van Sadyattes, van het huis der Mermnaden, en wordt beschouwd als de echte stichter van het Lydische rijk.
Alyattes II zette de oorlog tegen Milete, die door zijn vader begonnen was, gedurende verscheidene jaren voort, maar werd verplicht zijn aandacht te vestigen op de Meden en de Babyloniërs. Op 28 mei 585 v.Chr. vond er een door Thales van Milete voorspelde zonsverduistering plaats tijdens de slag bij de Halys tegen Cyaxares, koning van de Meden. De vijandelijkheden werden opgeschort, er werd vrede gesloten en de Halys werd sindsdien beschouwd als grens tussen de twee koninkrijken.
Verder verdreef hij de Cimmeriërs uit Azië, werden de Cariërs onderworpen en veroverde hij verscheidene Ionische steden, waaronder Colofon en Smyrna, dat geplunderd en vernietigd werd rond 600 v.Chr.
Hij standaardiseerde het gewicht van de muntstukken (1 stater = 168 tarwekorrels), die het symbool van Mermnadae droegen (een leeuwenhoofd).
Hij werd opgevolgd door zijn zoon Croesus. 
Zijn graf bestaat nog steeds en is gelegen op het plateau tussen het meer Gygaea en de rivier Hermus ten noorden van Sardis – een heuvel met een fundering van reusachtige stenen. Het werd opgegraven door Spiegelthal in 1854. De sarcofaag werd geplunderd en al wat overbleef waren enkele gebroken albasten vazen, aardewerk en houtskool. Op de top van de heuvel stonden enkele grote stenen fallussen.